# Lanzarana largeni
Genre
Espèce
Synonymes
- Hildebrandtia largeni Lanza, 1978

Statut de conservation UICN

 NT  : Quasi menacé
Lanzarana largeni, unique représentant du genre Lanzarana, est une espèce d'amphibiens de la famille des Ptychadenidae.

## Répartition
Cette espèce est endémique de Somalie. Elle se rencontre jusqu'à 500 m d'altitude,.

## Étymologie
Cette espèce est nommée en l'honneur de Malcolm John Largen. Le nom du genre est formé à partir de Lanza, en l'honneur de Benedetto Lanza, et du mot grec rana, la grenouille.

## Publications originales
- Clarke, 1982 : A new genus of ranine frog (Anura: Ranidae) from Somalia. Bulletin of the British Museum (Natural History), Zoology, vol. 43, p. 179-183 (texte intégral).
- Lanza, 1978 : On some new or interesting East African amphibians and reptiles. Monitore Zoologico Italiano, Nuova Serie, Supplemento, Firenze, vol. 10, p. 229-297.